# Better Man
"Better Man" é uma canção escrita por Robbie Williams e Guy Chambers gravada pelo cantor Robbie Williams.
É o sexto single do terceiro álbum de estúdio lançado a 28 de Agosto de 2000, Sing When You're Winning.
Foi lançado apenas na Austrália, Nova Zelândia e América Latina.
A música dá nome ao filme biográfico do cantor que estreou em 2024. Dirigido por Michael Gracey, o filme retrata Williams como um chimpanzé.  

## Paradas
| Parada (2001) | Posições |
| ------------- | -------- |
| Nova Zelândia | 4        |
| Austrália     | 6        |

## Certificações e vendas
| país      | Certificação | Vendas  |
| --------- | ------------ | ------- |
| Austrália | Ouro         | 35,000+ |